# Hannelore Schmatz
Hannelore Schmatz (14. února 1940 Řezno – 2. října 1979 Mount Everest) byla německá horolezkyně a čtvrtá žena, která zdolala vrchol Mount Everest. Zemřela během sestupu do tábora. Byla první občankou Německa, která zemřela na Everestu.

## Životopis
Hannelore Schmatz byla zkušená horolezkyně. Před cestou na Everest spolu se svým manželem Gerhardem Schmatzem, taktéž zkušeným horolezcem, absolvovala již mnohé náročné výstupy. Na další náročný výstup na nejvyšší horu světa se společně s manželem poctivě připravovali, zatímco čekali, než jim nepálská vláda udělí povolení. Obdrželi jej v roce 1977. Již samotné přípravy pro dopravu vybavení byly velmi náročné, kvůli komplikované logistice přepravy výbavy z Německa do Nepálu. Spolu s manželi se na výpravu přidalo dalších 6 horolezců. Hannelore byla ve skupině jedinou ženou. Její manžel byl vůdcem výpravy a ve věku padesáti let, byl tehdy nejstarším mužem, který zdolal Everest.
Expedice osmi horolezců a pěti šerpů se vydala na vrchol klasickou jižní cestou. Několik dní je však zdržela přetrvávající sněhová vánice. Poté se rozhodli rozdělit – Hannelore a ostatní horolezci zůstali se dvěma šerpy, Gerhard byl ve skupině se třemi šerpy. Gerhardova skupina vyrazila k vrcholu jako první, úspěšně ho dosáhli a opět se vrátili do tábora, kde se mezitím připravovala na výstup druhá skupina. Podmínky pro výstup však nebyly ideální a Gerhard Hannelore přemlouval, aby výstup vzdala. Ta však neoblomně trvala na svém výstupu na vrchol hory, kterého nakonec dosáhla a stala se tak čtvrtou ženou světa, která vrchol Everestu zdolala. Manželovi a zbytku jeho skupiny tuto zpráva sdělila pomocí vysílačky.
Hannelore a dalšímu členu výpravy, Rayovi Genetovi, však již nezbýval dostatek sil na zdolání náročné cesty zpět do tábora. Oba se rozhodli zůstat na místě, což se jim šerpové snažili rozmluvit, ale i přesto se rozhodli setrvat a přečkat noc v bivaku. Ray krátce na to zemřel na podchlazení. Hannelore se poté rozhodla pokračovat dolů v doprovodu dvou šerpů. Její tělo však vystavení extrémním podmínkám v tzv. zóně smrti již nevydrželo. Posadila se, aby si odpočala, požádala šerpu o vodu a zemřela. Šerpa Sungdare, jeden ze dvou šerpů kteří ji doprovázeli, se s ní rozhodl zůstat a přišel kvůli tomuto rozhodnutí kvůli omrzlinám o všechny prsty na rukou i na nohou.
Genetovo tělo zasypal sníh, ale tělo Hannelore Schmatz zůstalo ve stejné sedící pozici pod horou dlouhá desetiletí.

## Tělo
Dlouhá léta, tělo Hannelore bylo viditelné pro každého, kdo se pokoušel zdolat Everest jižní cestou. Její zmrzlé tělo v sedící pozicíci, opírající se o batoh s otevřenýma očima a vlasy vlajícími ve větru, se nacázelo asi 100 metrů nad 4. táborem. Expedici v roce 1981 opět provázel šerpa, který zůstal s Hannelore, když zemřela. Nejdřív nabídku provázet další skupinu odmítl z důvodu ztráty prstů, ale nakonec souhlasil, když mu horolezec Chris Kopcjynski nabídl příplatek navíc. Kopcjynski byl v šoku, když během sestupu míjeli tělo Hannelore, protože si nejdříve myslel, že se jedná pouze o stan. Poté uvedl: „Ničeho jsme se nedotýkali. Viděl jsem, že má stále na sobě své hodinky.”
V roce 1984 při pokusu o snesení těla Hannelore Shmatz zemřeli v důsledku pádu policejní inspektor Yogendra Bahadur Thapa a jeho průvodce Ang Dorjee, během nepálské policejní expedice.
Britský horolezec Chris Bonington z dálky zahlédl tělo Hannelore Schmatz  v roce 1985. Nejprve si myslel, že se jedná o stan, dokud se nepodíval z bližší vzdálenosti.

Lene Gammelgaard, první žena ze Skandinávie, která zdolala vrchol Everestu, citovala norského horolezce a vůdce expedice Arneho Næsse Jr., když popisoval jak narazil na pozůstatky Hannelore Schmitz, ve své knize Climbing High: A Woman's Account of Surviving the Everest Tragedy (1999), v níž popisuje vlastní zkušenosti z expedice z roku 1996. Popsala následující:
„Už to není daleko. Nemohu uniknout zlověstné strážkyni. Přibližně 100 metrů nad 4. táborem sedí opřená o svůj batoh, jako by si dávala krátkou přestávku. Žena s široce otevřenýma očima a vlasy polétávajícími při každém poryvu větru. Je to mrtvé tělo Hannelore Schmatz, manželky vůdce německé expedice z roku 1979. Vystoupala na vrchol, ale zemřela při sestupu. Přesto mám pocit, jako kdyby mě sledovala očima, když kolem procházím. Její přítomnost mi připomíná, že jsme zde za podmínek, které určuje hora.“
Vítr nakonec shodil tělo Hannelore dolů do propasti Kangshung Face, což je východní strana Mount Everestu.